# Diane-Adélaïde de Mailly
Diane Adélaïde de Mailly, duquesa de Lauraguais (11 de febrero de 1713-París, 20 de febrero de 1769), fue la tercera de las cinco hermanas Nesle, cuatro de las cuales se convertirían en amantes del Luis XV de Francia.

## Primeros años, familia y matrimonio
Diane Adélaïde nació como la tercera hija de Louis de Mailly, marqués de Nesle y de Mailly, príncipe de Orange (1689-1767), y su esposa, Armande Félice de La Porte Mazarino (1691-1729). Sus padres se casaron en 1709. Su madre era hija de Paul Jules de La Porte, duque de Mazarino y de La Meilleraye (1666-1731), hijo de la famosa aventurera, Hortensia Mancini, sobrina del Cardenal Mazarino. Diane Adélaïde tenía cuatro hermanas:
- Louise Julie de Mailly-Nesle, Mademoiselle de Mailly, condesa de Mailly (1710-1751).
- Pauline Félicité de Mailly, Mademoiselle de Nesle, marquesa de Vintimille (1712-1741).
- Hortense Félicité de Mailly-Nesle, Mademoiselle de Chalon, marquesa de Flavacourt (1715-1763).
- Marie-Anne de Mailly-Nesle, Mademoiselle de Monchy, marquesa de La Tournelle, duquesa de Châteauroux (1717-1744).

La única de las hermanas Nesle en no convertirse en amante de Luis XV fue la marquesa de Flavacourt. Louise Julie fue la primera de las hermanas en atraer al rey seguida por Pauline Félicité, pero fue Marie Anne la que mejor pudo manipular al rey y obtener un gran poder político. 
Diane Adélaïde tenía una media hermana menor, Enriqueta de Borbón (1725-1780), Mademoiselle de Verneuil, a través de la relación de su madre con el duque de Borbón, primer ministro de Luis XV desde 1723 hasta 1726.
Durante su juventud, Diane Adélaïde fue conocida como Mademoiselle de Montcavrel. En enero de 1742, se casó, en segundas nupcias, con Louis de Brancas, duque de Lauraguais, duque y par de Villars (nacido en 1714). No conocida por su inteligencia, Madame de Lauraguais dijo una vez: "Mi marido me engañó, por lo que ni siquiera estoy segura de ser la madre de mis hijos".
Fue dama de honor (dame du palais) de la reina María Leszczynska, y brevemente amante del rey tras el fallecimiento de su hermana la duquesa de Châteauroux y antes de la llegada de Madame de Pompadour.

## Amantesde Luis XV
En 1726, la hermana mayor de Diane Adélaïde, Louise Julie, se casó con su primo, Louis Alexandre de Mailly, conde de Mailly. Poco tiempo después atrajo la atención del rey Luis XV y obtuvo el permiso de su marido para convertirse en amante real. Aunque se convirtió en amante del rey en 1732, no fue reconocida oficialmente como "amante oficial" (maîtresse-en-titre) hasta 1738. Louise Julie no utilizó su nueva posición en la corte para enriquecerse o para interferir en política. 
En 1738, recibió una carta de su hermana menor, Pauline Félicité, en la que le pedía ser invitada a la corte. Louise Julie concedió el deseo de su hermana, pero a su llegada a la corte, Pauline Félicité sedujo al rey y se convirtió en su nueva amante. 
Mientras Madame de Mailly era la amante oficial, el rey se enamoró de Pauline Félicité y arregló su matrimonio con el marqués de Vintimille. Incluso le otorgó a Madame de Vintimille el castillo de Choisy-le-Roi, como regalo. Madame de Vintimille rápidamente quedó embarazada del rey, y murió al dar a luz a un hijo ilegítimo en 1741. Posteriormente, el mejor amigo del rey, el manipulador duque de Richelieu, comenzó a buscar una nueva candidata que satisfaciese los deseos de su amigo real, ya que no deseaba que Madame de Mailly recuperase el afecto del rey. Finalmente se decidió por la hermana menor de Madame de Mailly y Madame de Vintimille, Marie Anne, viuda del marqués de La Tournelle.
En un baile de máscaras el Martes de Carnaval, en 1742, Richelieu llevó a Marie Anne hacia el rey y los presentó. La hermosa marquesa, sin embargo, en un primer momento rechazó las insinuaciones reales. Ella ya tenía un amante, el joven duque de Agénois (después duque de Aigillon), y no estaba dispuesta a renunciar a él, ni siquiera a favor del rey. Como resultado de ello, Luis conspiró con Richelieu, que era tío de Agénois, para librarse del joven. Richelieu estaba muy ansioso de hacer algo para lograr una relación entre el rey y Madame de La Tournelle porque sabía que Madame de Mailly no lo veía amablemente. El resultado final de sus deliberaciones fue que Luis, a imitación del David bíblico, envió a su rival a luchar contra los austriacos en Italia. Sin embargo, más afortunado que el esposo de Betsabé, el duque de Agénois solo resultó herido y regresó a la corte con gloria.
Luis estaba desesperado, pero Richelieu, que era un hombre de recursos, no aceptó una ligera derrota. Envió a su sobrino al Languedoc, donde una hermosa joven había sido instruida para seducirlo. Intercambiaron apasionadas cartas, y ella entregó las recibidas a Richelieu, que a su vez se encargó de hacerlas llegar a la marquesa. La Tournelle, furiosa por el engaño, abandonó a su amante y dirigió su atención al rey aceptando la sugerencia de Richelieu y Soubise.